# Judaísmo chassídico

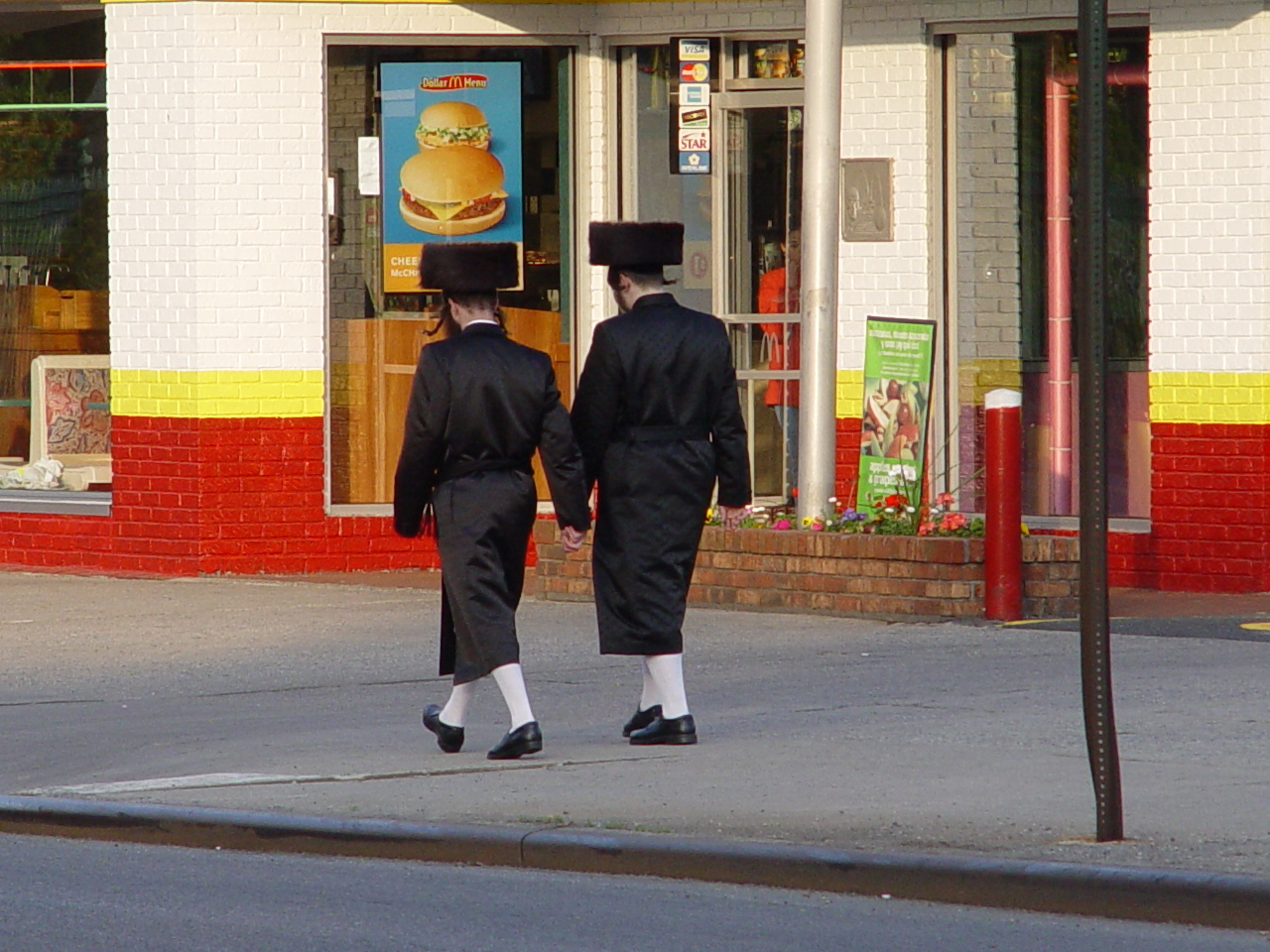
Homens chassídicos, Nova Iorque, 2006

O judaísmo chassídico ou hassídico, também chassidismo ou hassidismo (no hebraico חסידים, Chasidut: "pietismo"; chassid, significa "piedoso"), é um movimento do judaísmo haredi e asquenaze que da ênfase a alegria religiosa. Difere de outras formas de prática judaica porque é organizada em grupos chamados dinastias chassídicas, governados por rabinos cuja liderança é herdada nas famílias. O rabino governante de cada grupo é considerado um tsadik ("justo"), que é visto como um intermediário entre os humanos e Deus (ao contrário do ponto de vista judaico comum, em que os indivíduos têm uma relação direta com Deus sem intermediário). Este líder rabínico hereditário é chamado de rebe ou admor.

## História
O movimento chassídico surgiu no século XVIII em reação à violência física externa e aos distúrbios espirituais internos que afligiram os judeus da Europa Oriental nas gerações anteriores, especialmente os massacres de judeus pelas forças de Khmelnytsky em 1648 e o collapso do autoproclamado messias Sabbatai Zevi em 1666.
O chassidismo desenvolveu na primeira metade do século XVIII na Europa Oriental, em reação ao judaísmo legalista e intelectualizado, pelo rabino Israel ben Eliezer, um místico, curandeiro, e xamã mais conhecido como o Baal Shem Tov (significando "Mestre do Bom Nome"), ou pela abreviação Besht.
O Baal Shem Tov morreu em 1760 e foi sucedido como líder dos chassidim por Dov Ber de Mezeritch, conhecido como o Maggid ("pregador") de Mezeritch, um rabino com formação acadêmica tradicional que colocou o hassidismo em uma base mais tradicionalmente erudita e enviou seus seguidores pela Europa Oriental, espalhando amplamente o hassidismo.
Após a morte de Dov Ber em 1772, a liderança do movimento chassídico foi dividida entre diferentes rabinos, considerados possuidores de qualidades hereditárias especiais, colocando-os em um contexto próximo a Deus. Estes se tornaram os fundadores de dinastias hereditárias cujas líderes (rebes) eram considerados possuidores de qualidades hereditárias especiais, colocando-os em um contexto próximo a Deus, e eram chamados tsaddikim (singular: tsaddik), significando "justos" ou "comprovados." Os rebes mantinham a corte entre seus seguidores, cuja reverência pelos líderes dinásticos muitas vezes atingia o nível de obsessão supersticiosa por seu rebe, estendendo-se até mesmo a detalhes personal da sua vida como a maneira como o rebe amarrava os sapatos. Essa tradição permitia, nos piores casos, rebes que eram simplesmente oportunistas corruptos.
No final do século 18, os chassidim foram fortemente condenados por seus oponentes, conhecidos como misnagdim (que significa literalmente "oponentes"), liderados pelo Vilna Gaon quem queimou livros hassídicos. Esses judeus anti-chassídicos se opunham tão violentamente aos chassidim que às vezes denunciavam seus rebes ao governo czarista anti-semita sob falsas acusações, incluindo subversão, espionagem e traição. Os rebes chassídicos presos pelo governo após denúncias de seus companheiros judeus, os misnagdim, incluíam Shneur Zalman de Liadi, primeiro rebe da dinastia Chabad Lubavitch, e Asher Perlov da dinastia Karlin-Stolin.
Bem que os chassidim e mitnagdim permaneçem distintos, ao longo do século 19 a hostilidade entre eles quase desapareceu quando encontraram um terreno comum em sua oposição unida às crescentes forças do secularismo e o Iluminismo Judaico.
Após o assassinato em massa de judeus europeus pela Alemanha nazi no Holocausto, as dinastias hassídicas que sobreviveram mudaram as suas sedes para cidades em Israel ou nos Estados Unidos.